# Jimmy Rosenberg
Jimmy Rosenberg (Helmond, 1980. április 10. –) holland (sinte-romani) dzsesszgitáros.

## Pályafutása
Jimmy Rosenberg (Stochelo Rosenberg unokatestvére) hét évesen kezdett gitározni. Két évvel később saját triót, a Gypsy Kidst vezette, amely a cigány dzsessz hagyományai szerint játszott, és szerepelt a Django Legacy című brit dokumentumfilmben. A trió Rosenberg tizenkétéves korában adta ki első albumát, a Safarit. Egy évvel később Rosenberg kiadta debütáló szólóalbumát, a Swinging with Jimmy Rosenberget.
A Gipsy Kings perének elkerülése érdekében a Gypsy Kids 1989-ben Sintire változtatta a nevét.
1995-ben a trió Jimmy Rosenbergből, Johnny Rosenbergből és Rinus Steinbachból állt. Felléptek a franciaországi Django Reinhardt Fesztiválon, és turnéztak az Amerikai Egyesült Államokban is.
Rosenberg szólókarrierjét 1997-ben folytatta.
2000-ben – a Django Reinhardt Fesztiválon – Rosenberg fellépett a Carnegie Hallban.
Olyan norvégokkal dolgozott, mint a Hot Club de Norvège, Ola Kvernberg és Stian Carstensen. Dolgozott Romane-vel (Patrick Leguidecoq), Jon Larsennel, Andreas Öberggel, Bireli Lagrene-nel, Angelo Debarreval, Frank Vignolaval és Willie Nelsonnal.
Rosenberg ugyan – sok nehézség után – 2007-ben tért vissza a pódiumra, de a következő évben ismét abbahagyta a gitározást. Jon Larsen ezt mondta: „Jimmy Rosenberg az egyik legnagyobb tehetség a dzsesszgitár világában, és az egyik legnagyobb tragédia... Tizenkét fantasztikus éven át dolgoztunk együtt a 2004-es végső összeomlása előtt. Olyanok voltunk, mint a testvérek. Hónapokig turnéztunk, kilenc stúdiófelvételt készítettünk együtt. Ezek alatt az évek alatt hallottam a valaha volt legfantasztikusabb zenét a gitáron.”

## Albumok
- The Gipsykids (1992)
- Swinging with Jimmy Rosenberg (1993)
- Sinti, Sinti (1996)
- Hot Shots – Hot Club de Norvège with Jimmy Rosenberg, Babik Reinhardt and Romane (1997)
- Jimmy Rosenberg with Bireli Lagrene and Angelo Debarre (1998)
- Hot Club de Norvège Swinging with Vertavo, Angelo & Jimmy (2001)
- Portrait of Jimmy Rosenberg – compilation (1999)
- Hot Club de Norvège featuring Ola Kvernberg & Jimmy Rosenberg (2003)
- Hot Club de Suede with Jimmy Rosenberg (2003)
- Djangos Tiger, with Swede Andreas Öberg (2003)
- Trio CD (2004)
- Rose Room, with Stian Carstensen (2005)
- Swinging with Jimmy Rosenberg by Jon Larsen (2006)
- Jimmy Rosenberg is Back (DVD, 2007)
- The Best Of (2008)

## Filmek
- Django Legacy, brit dokumentumfilm (1991).
- Életét az Apa, a fiú és a tehetség című holland film dokumentálja (hollandul: Jimmy Rosenberg - de vader, de zoon & het talent; 2007), Jeroen Berkvens rendezésében. A film Rosenberg apjával való kapcsolatát és drogokkal való küzdelmét mutatja be. Mint ebben látható, James Brown, Stevie Wonder és mások nagyra becsülték őt.
- A Jon & Jimmy című dokumentumfilm hosszú, viharos kapcsolatáról szól Jon Larsen jazzgitárossal. 2010-ben mutatták be; elnyerte a holland Edison-díjat.